# 拟羊耳菊
拟羊耳菊（学名：Inula forrestii）为菊科旋覆花属的植物，是中国的特有植物。分布在中国大陆的四川、云南等地，生长于海拔2,000米至2,100米的地区，多生长于开旷坡地及石砾间，目前尚未由人工引种栽培。

## 别名
木枝旋覆花